# Igor Nikitin (sztangista)
Igor Iwanowicz Nikitin (ros. Игорь Иванович Никитин; ur. 29 lutego 1952 w Komsomolsku nad Amurem) – rosyjski sztangista reprezentujący Związek Socjalistycznych Republik Radzieckich, srebrny medalista olimpijski (1980), wicemistrz świata (1980) oraz wicemistrz Europy (1978) w podnoszeniu ciężarów, w pierwszej wadze ciężkiej (do 100 kg).

## Osiągnięcia

### Letnie igrzyska olimpijskie
- Moskwa 1980 –  srebrny medal (pierwsza waga ciężka)

### Mistrzostwa świata
- Moskwa 1980 –  srebrny medal (pierwsza waga ciężka) – mistrzostwa rozegrano w ramach zawodów olimpijskich

### Mistrzostwa Europy
- Hawierzów 1978 –  srebrny medal (pierwsza waga ciężka)

### Mistrzostwa Związku Radzieckiego
- 1977 –  brązowy medal (pierwsza waga ciężka)
- 1980 –  złoty medal (pierwsza waga ciężka)

### Puchar Związku Radzieckiego
- 1977 –  złoty medal (pierwsza waga ciężka)

### Rekordy świata
- Moskwa 1978 – 390 kg w dwuboju (pierwsza waga ciężka)
- Moskwa 17.05.1980 – 181,5 kg w rwaniu (pierwsza waga ciężka)
- Moskwa 05.07.1980 – 183 kg w rwaniu (pierwsza waga ciężka)